# Untere Extremität

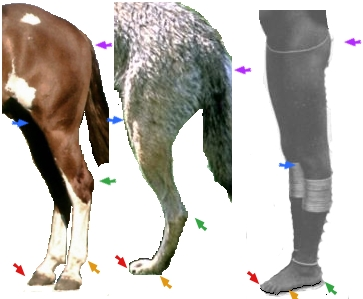
Hintere Extremität von Pferd und Wolf, untere Extremität des Menschen.
Rot: Zehennagel, Kralle oder Huf
Gelb: Zehenballen
Grün: Ferse
Blau: Kniegelenk
Violett: Hüftgelenk

Beim Menschen und den Menschenaffen wird die untere Extremität (lateinisch Membrum inferius) aus dem Bein und dem Beckengürtel gebildet. Sie dient der Fortbewegung. Das Bein mit dem Fuß wird auch freie untere Extremität (Pars libera membri inferioris) genannt.
Bei vierbeinigen Säugetieren werden die entsprechenden Gliedmaßen als Hinterbeine, Hinterläufe, hintere Extremitäten oder Beckengliedmaßen (Membrum pelvinum) bezeichnet. Sie leisten auch bei diesen den Hauptbeitrag zur Fortbewegung. Während die Vordergliedmaße vor allem die Stützfunktion übernimmt, wird der Vorwärtsschub durch die Hintergliedmaße erzeugt.
Die untere Extremität besteht aus
1. Beckengürtel (Cingulum pelvicum; Cingulum membri inferioris)
  1. Hüfte (Coxa)
  2. Hüftgelenk (Articulatio coxae)
2. Bein (freie Extremität)
  1. Oberschenkel (Femur)
  2. Knie(gelenk) (Articulatio genus) mit der Kniescheibe (Patella)
  3. Unterschenkel (Crus), der sich zusammensetzt aus
    1. Schienbein (Tibia)
    2. Wadenbein (Fibula)

  4. Fuß (Pes), der sich zusammensetzt aus
    1. Ferse (Calx)
    2. Fußwurzel (Rückfuß) (Tarsus)
    3. Mittelfuß (Metatarsus)
    4. Zehen (Digiti pedis)

Die Bestandteile sind Knochen, Muskeln, Sehnen, Gelenke, Bänder und Nerven, die zusammen Bewegungen ermöglichen, sowie Blutgefäße, Lymphgefäße und der Hautüberzug.
Bei einem durchschnittlichen Erwachsenen macht ein Bein 18,7 % also knapp ein Fünftel des Körpergewichts aus. Die absolute Beinlänge wird zwischen Oberschenkelkopf und Fußsohle bestimmt. Da der Oberschenkelkopf nicht tastbar ist, wird häufig die anatomische Beinlänge gemessen, die vom großen Umdreher (Trochanter major) des Oberschenkelknochens bis zur Unterkante des Außenknöchels reicht. Die Beinlänge macht beim erwachsenen Menschen etwa die Hälfte der Körpergröße aus. Beim Neugeborenen sind die unteren Extremitäten dagegen noch gering entwickelt und die Beinlänge nimmt nur ein Viertel der Körperhöhe ein.